# Fan Chou
Pour les articles homonymes, voir Chou.
Fan Chou (? - février 195) : était un général chinois, de même qu'un subordonné du seigneur de guerre et Premier ministre Dong Zhuo qu'il sert depuis ses débuts lors de la repression de la rébellion de la Province de Liang, à l'époque de la fin de la dynastie Han, en Chine antique.
Il accompagna Dong Zhuo lorsque ce dernier mobilisa 200 000 hommes à Luoyang. Lorsque les armées des coalisés s’approchèrent de la capitale, Fan Chou suivit Dong Zhuo à la passe de Hu Lao avec plusieurs autres.
Après la mort de Dong Zhuo, il s’enfuit avec Zhang Ji, Guo Si et Li Jue dans la province de Liang où ils demandèrent l’amnistie. Celle-ci fut toutefois refusée par Wang Yun et ils décidèrent d’assiéger Chang'an après avoir rassemblé une armée de 100 000 hommes. Une fois que Li Jue et Guo Si entrèrent dans la ville et s’emparèrent de l’empereur Xian, Fan Chou fut nommé Général de la Droite et Seigneur de Wannian.
Enfin, en l’an 194, Fan Chou se mit à la poursuite de Han Sui après que ce dernier échoua dans son attaque conjointe avec Ma Teng sur Chang'an. Une fois qu’il rencontra Han Sui, il lui permit de s’échapper en faisant preuve de clémence à son égard. Cependant Li Bie, le neveu de Li Jue informa son oncle. Plus tard, Li Jue, envieux de sa bravoure et de ses nombreux partisans, le convoqua dans un banquet et le fit assassiner pour cause de trahison.